# Sophus Claudius
Sophus Claudius (* 15. Juni 1815 in Schirnau im Kirchspiel Bünsdorf; † 13. Februar 1883 in Kiel) war ein deutscher Dekorations- und Landschaftsmaler.

## Leben und Wirken
Sophus Claudius war ein Sohn des Holländers Matthias Friedrich Claudius, der in Hartenholm als königlich dänischer Oberförster arbeitete. Seine Mutter Sophie Johanna Dorothea, geborene Jansen, stammte aus Steinrade. Er gehörte zu den Großneffen von Matthias Claudius und war verheiratet mit Meta Zester.
Claudius absolvierte eine Malerlehre in Schleswig und arbeitete anschließend als Malergehilfe in Berlin und Frankfurt am Main. 1838/39 besuchte er das Münchener Polytechnikum und bekam unter König Ludwig I. Aufträge für Dekorationsmalereien in den Loggien und Kolonnaden der Alten Pinakothek.  1840/42 war er in Griechenland mit Dekorationsmalereien für das neue Schloss von Friedrich von Gärtner in Athen, das heutige Parlamentsgebäude, beschäftigt. 1842 reiste er mit dem bayerischen Historienmaler Claudius Schraupolph d. Ä.  über Smyrna nach Neapel. In Pompeji studierte er die Römischen Wandmalereien und befasste sich intensiv mit der enkaustischen Maltechnik. Seine Erkenntnisse verarbeitete er zu eigenen Entwürfen, die er 1873 auf der Weltausstellung in Wien und 1876 auf der Kunst- und Industrieausstellung in München präsentierte.
Nach der Rückkehr nach Schleswig-Holstein arbeitete Claudius seit 1845 an der dekorativen Ausgestaltung von Schloss Plön, der Blomenburg und den Herrenhäusern Heiligenstedten und Bothkamp sowie 1857 an der „pompejanischen“ Ausgestaltung der ersten Kunsthalle zu Kiel.

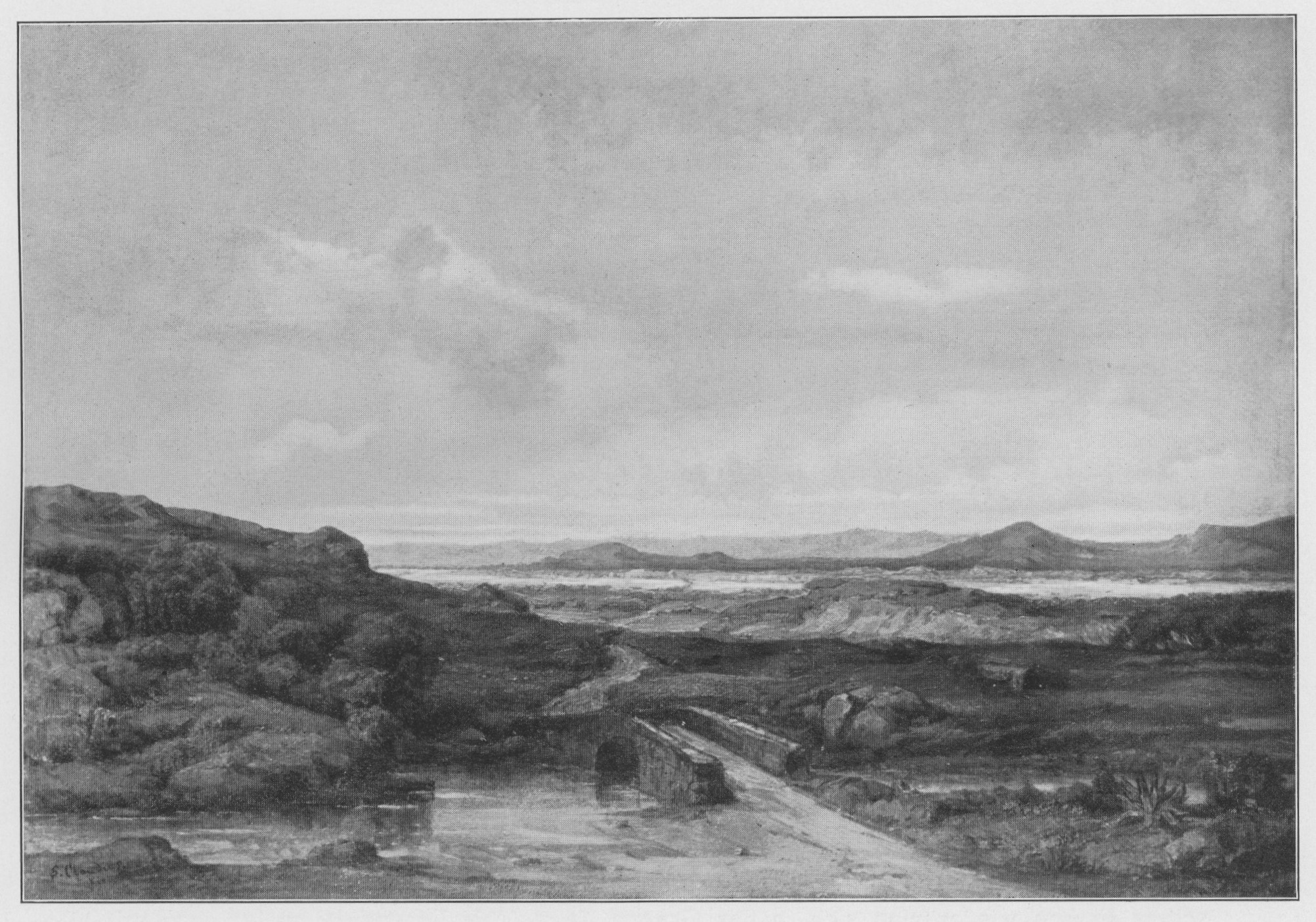
Schwarzweiß-Reproduktion seines Gemäldes in der Kunsthalle zu Kiel

Bekannt machten ihn primär seine Landschaftsbilder. Dazu gehört der „Weg nach Delphi“, in dem er die Eindrücke seiner Griechenlandreise festhielt und die Region um Böotien in leuchtenden Farben zeigt. Es wurde 1906 in der Jahrhundertausstellung deutscher Kunst gezeigt.
Angeregt durch die Kieler Maler Ernst Wolperding und Joachim Bunsow wandte sich Claudius der Landschaftsmalerei zu, die stärksten Einflüsse erhielt er von Theodor Martens, einem Bruder des Kieler Stadtbaumeisters Ludolf Martens, der in Paris mit den Malern der Künstlerkolonie Barbizon in Berührung gekommen war. Da diese Einflüsse auch auf Claudius ausstrahlten, war er in Kiel der damals progressivste Maler. Sein Haus war Sammelpunkt angehender Künstler wie Hans Olde, Adolf Brütt und Hans Ritter von Petersen.

## Werke
- Auf dem Weg nach Delphi, Öl auf Holz, 77,5 × 114 cm, Kunsthalle zu Kiel
- Landschaft, um 187, Öl auf Pappe, 49 × 67,5 cm, Kieler Stadt- und Schifffahrtsmuseum.